# 萨姆纳 (华盛顿州)
萨姆纳（英文：Sumner），是美国华盛顿州皮尔斯县下属的一座城市。根据 2000年美国人口普查，该市有人口8,504人。根据2010年美国人口普查，该市有人口9,451人。而2011年估计该市有9,562人。